# 凹果榕
凹果榕是桑科榕属的一个种，原产印尼加里曼丹和爪哇。种加词指的是本种榕果小孔周围凹陷。盆景界常常将本种的学名误用于榕树，以之名售卖的盆景实际上是榕树的盆景。